# Михин, Андрей Дмитриевич
Михин Андрей Дмитриевич — советский передовик-механизатор, Герой Социалистического Труда (1971). Родился в 1900 г. в селе Боголюбово Северо-Казахстанской области.

## Трудовой путь
- В 1935 году получил обильный урожай с 522 га земли, перевыполнив норму, в том же году осенью присутствовал в Москве на Всесоюзном собрании передовых комбайнёров.
- В 1936 году являлся инициатором движения комбайнеров к достойной встрече 20-летия Великой Октябрьской социалистической революции.
- Депутат Верховного Совета СССР 1-го созыва.

## Награды
- Орден Ленина
- Орден Трудового Красного Знамени
- Герой Социалистического Труда (1971)
- Медали